# Нестеров Юрій Іванович
Юрій Іванович Нестеров (нар. 16 вересня 1936, Ростов-на-Дону, РРФСР) — радянський футболіст та тренер, виступав на позиції нападника.

## Кар'єра гравця
Народився в Ростві-на-Дону. Футбольну кар'єру розпочав у 1957 році в складі клубу «Харчовик» (Калінінград), який виступав у Класі «Б». У футболці калініградців провів 1 поєдинок. Наступного року перейшов до іншого клубу Класу «Б», харківського «Авангарду». У 1960 році в зв'язку з реорганізацією футбольних ліг СРСР «Авангард» отримав право виступати в Класі «А», в якому Юрій дебютував 9 квітня 1960 року в програному (0:2) виїзному поєдинку 1-о туру попереднього етапу підгрупи 1 проти тбіліського «Динамо». Нестеров вийшов у стартовому складі, але по ходу зустрічі його замінив Гелій Путєвський. Дебютним голом у вищому дивізіоні радянського футболу відзначився 24 травня 1960 року на 66-й хвилині програного (2:3) виїзного поєдинку 9-о туру попереднього етапу підгрупи 1 проти кишинівської «Молдови». Юрій вийшов на поле в стартовому складі та відіграв увесь матч. Загалом у чемпіонатах СРСР за харківський клуб відіграв 112 матчів та відзначився 28-а голами, ще 5 матчів (2 голи) провів у кубку СРСР.
У 1963 році перейшов до дніпропетровського «Дніпра», який виступав у Класі «Б». У складі дніпропетровців був гравцем основної обойми, в чемпіонаті СРСР зіграв 31 матч (8 голів), а в кубку — 2 поєдинки (1 гол). Того ж року перебував у заявці нижчолігового мелітопольського «Буревісника», але за команду не провів жодного офіційного поєдинку. З 1964 по 1965 рік виступав у запорізькому «Металурзі», також у Класі Б. Сезон 1966 року провів одразу в трьох клубах — кіровоградській «Зірці», олександрійському «Шахтарю» (5 матчів та 2 голи в чемпіонаті СРСР, 1 поєдинок у кубку СРСР) та мелітопольському «Спартаку». По завершенні сезону закінчив кар'єру футболіста.

## Кар'єра тренера
По завершенні кар'єри гравця розпочав тренерську діяльність. З липня 1966 й до кінця року був головним тренером мелітопольського «Спартака».